# 伊瓦伊波朗
伊瓦伊波朗是巴西巴拉那州的一个市镇。总面积432.47平方公里，总人口32193人，人口密度74.4人/平方公里。